# Боровка (приток Самары)
Боровка (устар. Боровая) — река в Оренбургской области, правый приток реки Самары.
Длина — 167 км, площадь водосборного бассейна — 2140 км². Истоки на возвышенности Общий Сырт, питание снеговое. Сток реки зарегулирован Боровским (Чекалинским) водохранилищем. По данным наблюдений с 1934 по 1985 год среднегодовой расход воды в районе посёлка Паника составляет 5,54 м³/с.
В низовьях Боровка протекает по Бузулукскому бору — одному из старейших лесоводческих хозяйств степной зоны России. На реке расположен посёлок городского типа Колтубановский.
Топоним Боровка указывает на то, что эта река является боровой, протекающей посредине заповедного Бузулукского бора. В XVIII веке река была известна под названием Сыртмыш.

## Притоки
(расстояние от устья)
- 36 км — река Черталык (пр)
- 59 км — река Берёзовка (лв)
- 68 км — ручей Крутинка (лв)
- 77 км — река Кондузла (пр)
- 106 км — река Сенная (пр)
- 125 км — река Усакла (пр)
- 145 км — река Талла (пр)
- 151 км — река Жилая (лв)

## Данные водного реестра
В государственном водном реестре России значится как «Вдхр Р. Борасовка» и относится к Нижневолжскому бассейновому округу, водохозяйственный участок реки — Самара от водомерного поста у села Елшанка до города Самара (выше города), без реки Большой Кинель. Речной бассейн реки — Волга от верховий Куйбышевского вдхр. до впадения в Каспий.
Код объекта в государственном водном реестре — 11010001112112100007408.

## Фотографии

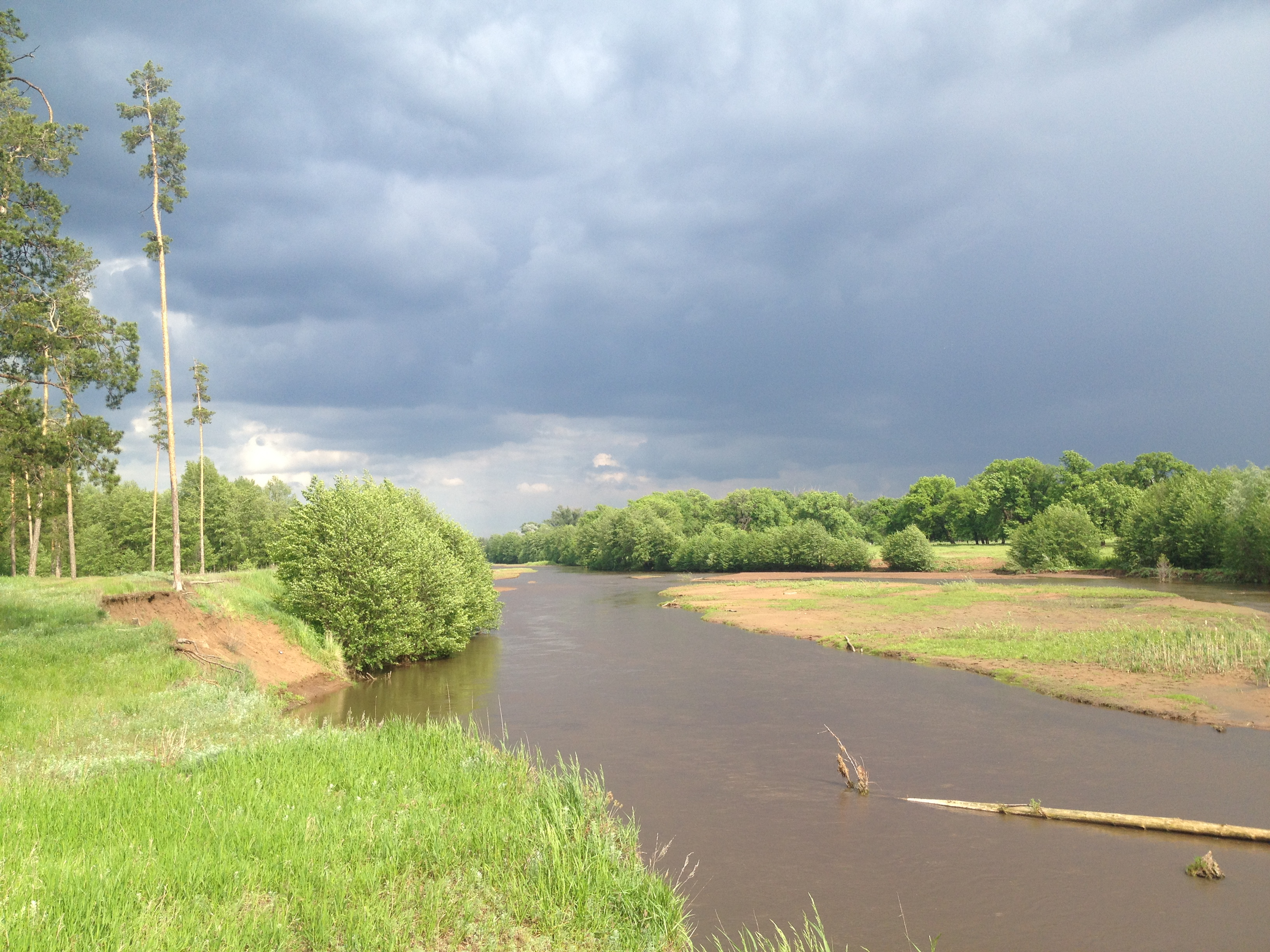
Течение Боровки рядом с пос. Колтубановский
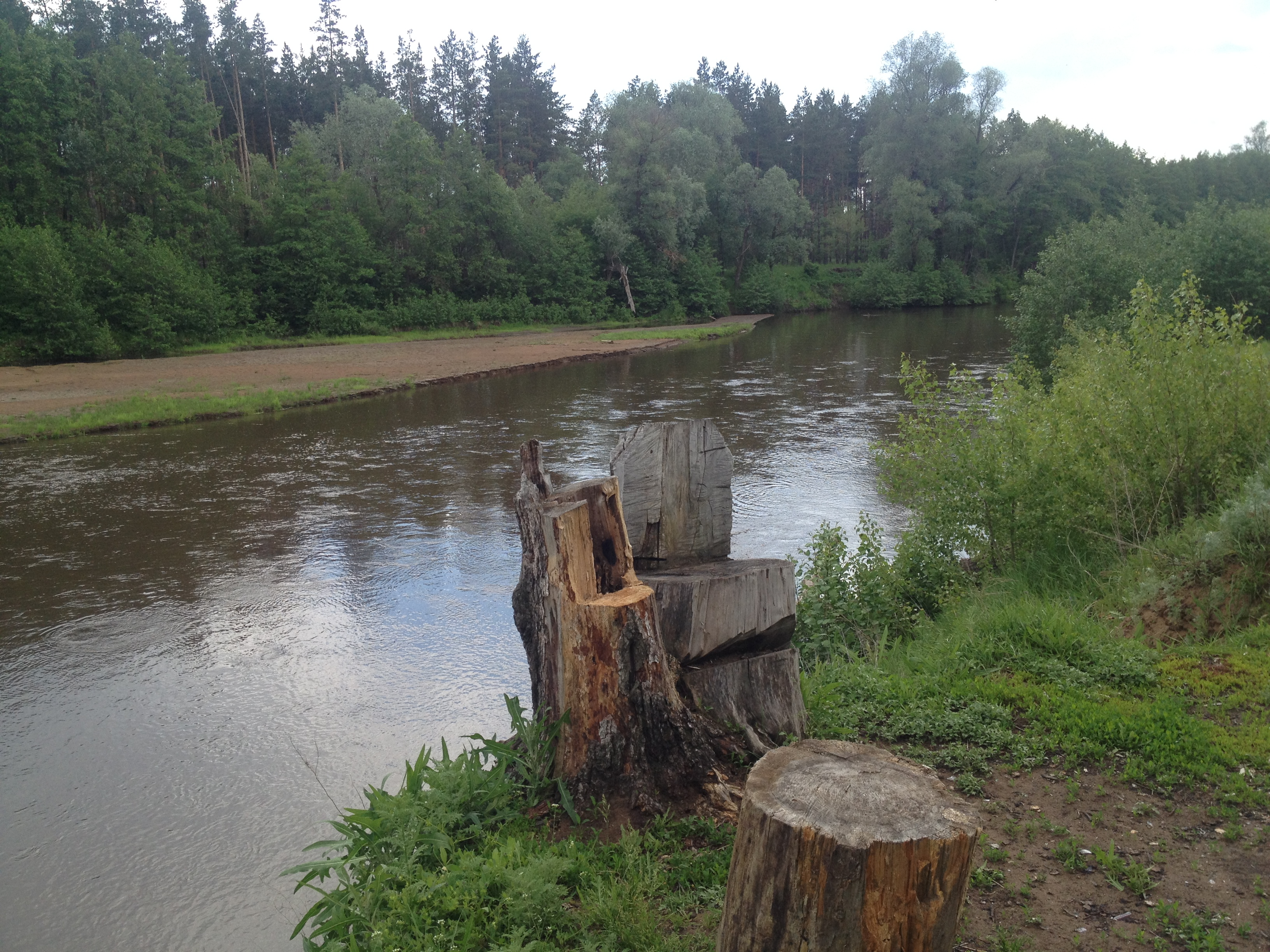
Течение Боровки ближе к устью
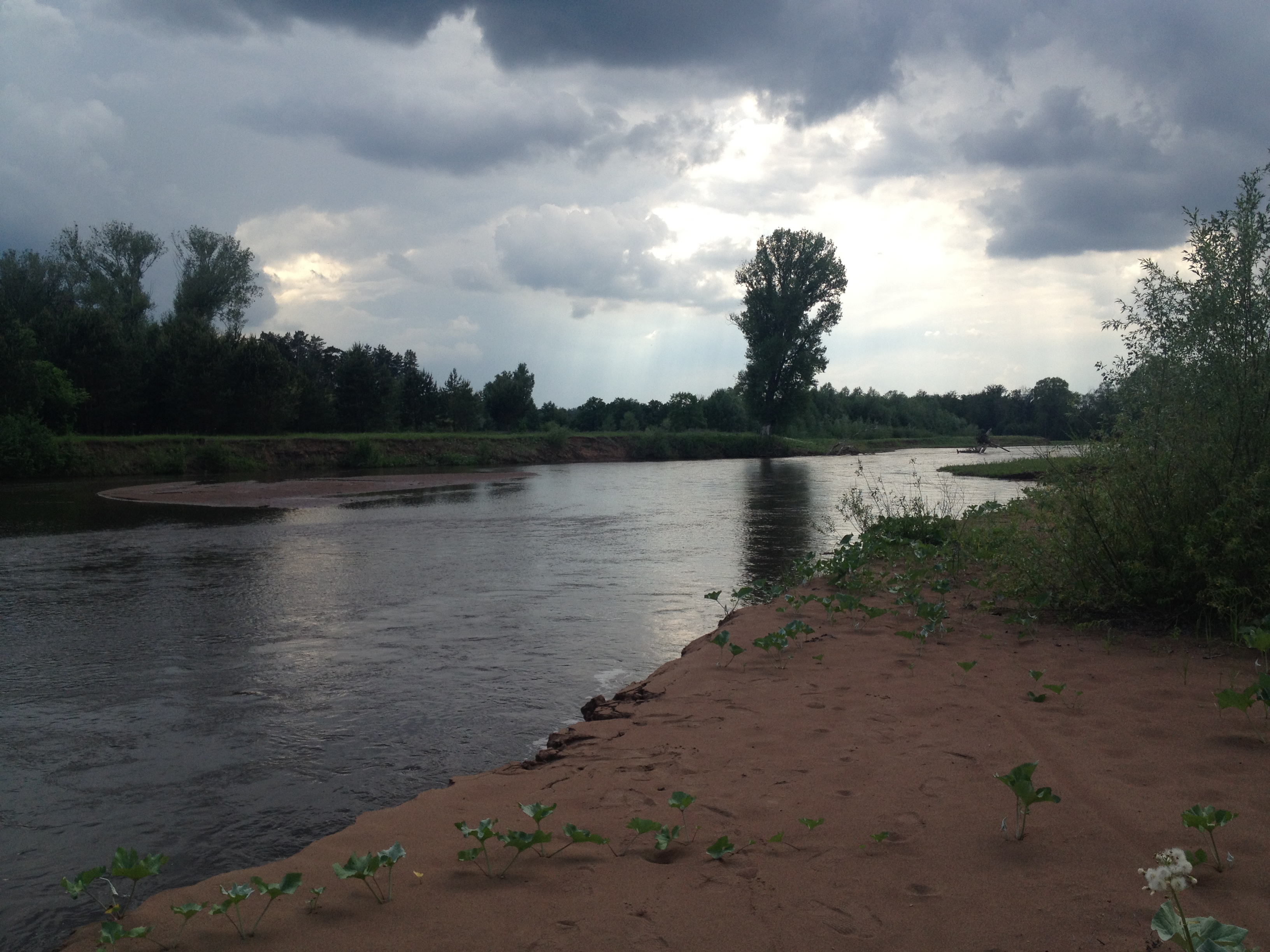
Песчаный берег Боровки
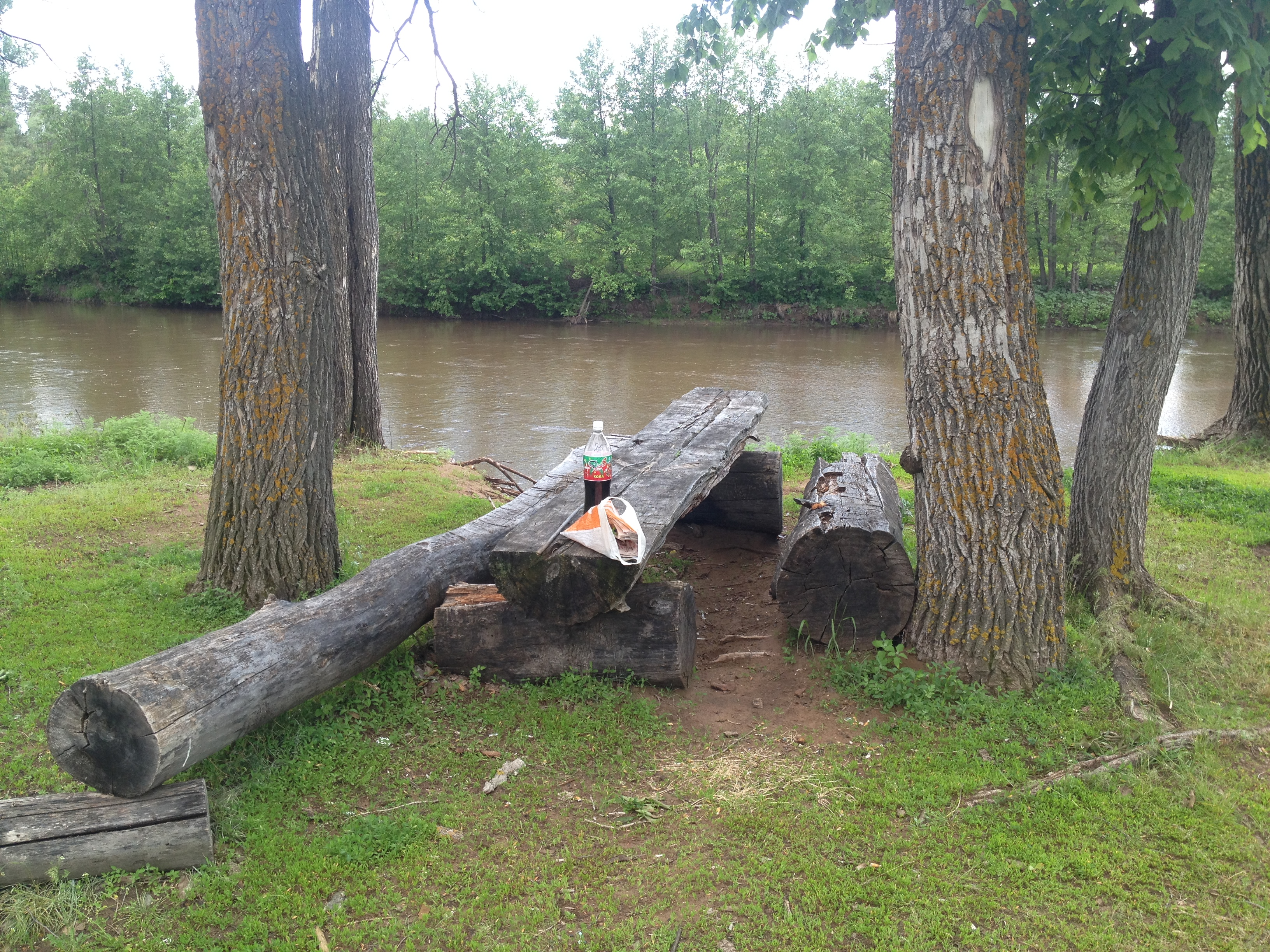
Место отдыха у берега Боровки